# Die Tricks der größten Zauberer
Die Tricks der größten Zauberer (Originaltitel: Breaking the Magician's Code: Magic's Biggest Secrets Finally Revealed) war eine Fernsehreihe, in welcher geheime Tricks von Zauberern, Magiern und Trickkünstlern von einem anonymen, maskierten Magier enthüllt wurden. 
Die erste Sendereihe, welche in den USA erstmals zwischen 1997 und 1998 gesendet wurde, bestand aus vier Sendungen, in denen Val Valentino als „Der Magier mit der Maske“ auftrat und in der vierten Sendung schließlich seine Identität enthüllte. 2002 erschien noch eine fünfte Sendung, in welcher ein anderer Magier hinter der Maske steckte, dessen Name nicht enthüllt wurde. 
Von 2008 bis 2009 wurde in den USA eine weitere Sendereihe mit 13 neuen Sendungen ausgestrahlt. Bei den im Sommer 2008 aufgezeichneten Sendungen wurde der maskierte Magier ebenfalls nicht enthüllt. Val Valentino fungierte für diese Staffel als Produzent.
Regie führte bei allen Folgen Don Weiner. Im englischen Original war bei allen Folgen Mitch Pileggi der Erzähler. Moderator der ersten 5 Folgen war Mark Thompson. Für die 13 Sendungen der zweiten Staffel führte nur der Erzähler durch die Sendung. 
In Deutschland erfolgte die Erstausstrahlung von 1998 bis 2002 unter dem Titel Aus der Zauber – Die geheimen Tricks der großen Magier moderiert von Milena Preradovic auf Sat.1. Von 2003 bis 2007 strahlte RTL die Sendung mit Barbara Eligmann als Moderatorin unter dem Titel Barbara Eligmann enthüllt: Die Tricks der größten Zauberer aus. 2009 wurde die Sendung unter dem Titel Entzaubert – Die Tricks der größten Magier von Nazan Eckes auf RTL moderiert. Super RTL strahlte die Sendung schließlich unter dem Titel Die Tricks der größten Zauberer aus und zeigte neben den alten Folgen auch die neue Staffel der Sendung.